# نیک هاین
نیک هاین (انگلیسی: Nick Hein؛ زادهٔ ۲۴ آوریل ۱۹۸۴) جودوکار، بازیگر، ورزشکار هنرهای رزمی ترکیبی و بازیگر تلویزیون اهل آلمان است.